# Edmund Wunderlich
Edmund Wunderlich (* 3. Februar 1902 in Bern; † 6. Dezember 1985 ebenda) war ein schweizerischer Kunstmaler und Alpinist.

## Leben

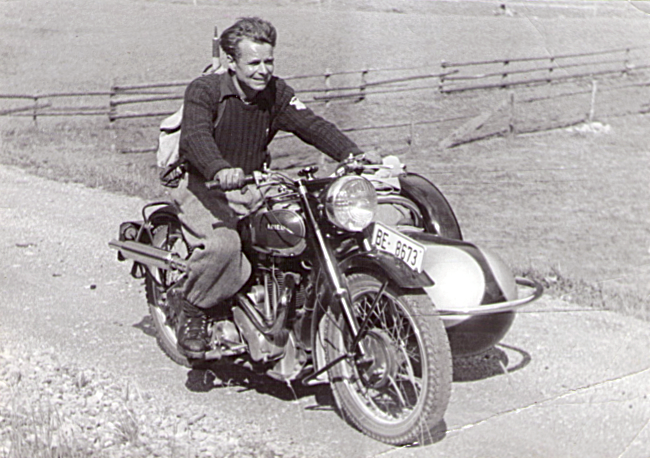
Edmund Wunderlich – auf dem Weg in die Berge

Edmund Wunderlich wohnte, abgesehen von kurzen Unterbrechungen, zeit seines Lebens in Bern. Er war verheiratet und arbeitete über Jahrzehnte als Chemigraf in der Grossdruckerei Hallwag. Mit 16 Jahren entdeckte er nach einer Nachtwanderung auf den Niesen beim Sonnenaufgang seine Faszination und Liebe für die Berge, die sein weiteres Leben bestimmte und formte. Als Alpinist erlebte er die Berge in all ihren Facetten. Als Zeichner und Maler gelang es ihm, seine Eindrücke mit Stift und Pinsel auszudrücken. Wunderlich zeichnete sozusagen mit der rechten Hand, was er mit der linken als Kletterer erfühlte.

### Alpinist
Wunderlich unternahm von 1920 bis in die 1960er-Jahre schwierige Bergtouren in den Alpen, darunter diverse Erstbegehungen: Westwand des Lauteraarhorns (1928), die erste führerlose Besteigung des Eigers über den Mittellegigrat (1928), den ersten Durchstieg der Oeschinenhorn-Westwand (1949) und den ersten Durchstieg der Altels-Westwand (1951). Er war Mitglied der Sektionen Altels und Bern des SAC. Letztere ernannte ihn 1976 – in Würdigung seines künstlerischen Schaffens in der Darstellung der Gebirgswelt – zu ihrem Ehrenmitglied.

### Kunstmaler
Von wenigen Ausnahmen abgesehen, wählte Wunderlich für seine Gemälde und Zeichnungen Bergmotive und beschränkte sich hier fast ausschliesslich auf die Fels- und Eisregion. Formal gesehen blieb Wunderlich immer gegenständlich, grosszügig der sinnhaften Wirklichkeit verpflichtet. Er porträtierte die Berge von Standorten aus, die nur dem Alpinisten zugänglich sind. In Wunderlichs Bildern verbinden sich Dokumentation des Zeichners und die subjektiven Erfahrungen des Alpinisten, so dass sie die Monumentalität und Magie der Berge in hohem Masse zu vermitteln vermögen. Künstlerisch gefördert wurde Wunderlich an der Kunstgewerbeschule Bern und durch Max Rudolf von Mühlenen. Vor allem aber entwickelte er seine Fähigkeiten als Zeichner und Maler autodidaktisch, auch während Studienaufenthalten in Paris, Lyon, Marseille und der Provence. Er war Mitglied der Gesellschaft Schweizerischer Maler, Bildhauer und Architekten (GSMBA) und besass die «Carte internationale d’identité d’artiste professionnel».
Seine Werke zeigte er in diversen Einzelausstellungen: im Stockalperpalast Brig (1951), in der Berner Galerie (1970), im Thunerhof Thun (1972), im Alpinen Museum Bern (1974, 1977 und 1982) und in Zug (1981). Mit Werken vertreten war er an sechs «Ausstellungen alpiner Kunst» des SAC, an zahlreichen Berner Weihnachtsausstellungen, an Ausstellungen in den Kunsthallen Bern und Basel, im Helmhaus Zürich und im Kunstmuseum Luzern. In öffentlichem Besitz befinden sich Bilder bei der Stadt Bern, im Alpinen Museum der Schweiz, beim Schweizer Alpen-Club und beim Königlichen Niederländischen Alpenverein.

## Werke (Auswahl)
- 1950: Gletscheransicht, Öl auf Leinwand, 137,0 × 186,7 cm, Alpines Museum der Schweiz (Bern)
- 1968: Liskamm – Berg an der italienisch-schweizerischen Grenze, Öl auf Leinwand, 120 × 50 cm, in Privatbesitz
- 1969: Tschingellochtighorn – Schifertürme im Berner Oberland, Öl auf Leinwand, 83 × 72 cm, in Privatbesitz
- 1973: Piz Palü, Öl auf Leinwand, 69,5 × 186,7 cm, Alpines Museum
- 1973: Der Granit der Aiguilles Dorées (Mont Blanc), Bleistiftzeichnung, 49,2 × 148,0 cm, Alpines Museum
- 1973: Die Kalkwände der Gemmi, Bleistiftzeichnung, 49,2 × 148,2 cm, Alpines Museum
- 1974: Liskamm von Dufourspitze, Öl auf Leinwand, 82,7 × 150,7 cm, Alpines Museum
- 1980: Blümlisalp, Öl auf Leinwand, 99,0 × 202,5 cm, Alpines Museum
- 1982: Monte Rosa (VS), Öl auf Leinwand, 164,5 × 87,2 cm, Alpines Museum
- 1983: Berninagruppe vom Piz Murtel, Öl auf Leinwand, 52,5 × 181 cm, Alpines Museum